# 紀伊半島
紀伊半島（日语：／ Kii hantō */?）為日本本州中部向南（太平洋侧）突出的一个半岛，是日本最大的半島。名称來源于古代的令制国紀伊國。有一种误解的观点，认为纪伊半岛得名于纪伊国和伊势国的合称，但实际上此两者的合称为“纪势”。
广义的范围是爱知县西部(名古屋市西南部、飞岛村、弥富市和蟹江町)、三重县（員辨市北部和桑名市北部除外）、奈良县、和歌山县、大阪府中部以南(大阪市、东大阪市以南）。也有将滋贺县南部和京都府南部包括在内的说法。
狭义的范围是纪之川和栉田川连接而成的中央构造线以南地区，包括三重县的伊势志摩以南、奈良县吉野地方和整个的和歌山县。
面对太平洋，西面是大阪湾、纪伊水道（濑户内海），与淡路岛和四国隔海相望。东侧面临熊野灘、伊势湾（太平洋、菲律宾海）。东北与志摩半岛相邻。中部以南大部份都为纪伊山地。大台原山和大峰山等最高的山峰位于奈良县，然而和歌山县和三重县内也山势险峻，即使是沿海区域也少有平地。
受到黑潮的影響，紀伊半島海域營養豐富，物產豐盛，而且物種的多樣性也很高。
34°18′10″N 135°57′18″E / 34.30278°N 135.95500°E